# Edna Thornton
Edna Thornton (Bradford, West Yorkshire, 1875 - Worthing, West Sussex,, 15 de juliol de 1964), va ser una contralt anglesa.
Edna Thornton va tenir una llarga carrera amb les principals companyies d'òpera britàniques, especialment com a intèrpret de Wagner. Va treballar a Covent Garden de 1905 a 1910, apareixent als cicles Ring de 1908 i 1909. Aquests van ser dirigits per Karl Richter, i els seus papers van ser Erda a Götterdämmerung. Amb la companyia Denhof va afegir Flosshilde i First Norn. Va fer una gira amb les companyies Quinlan i Beecham, tornant a Covent Garden entre 1919 i 1923. Després de la creació del BNOC, va treballar amb ella àmpliament.
Altres papers del seu repertori pels quals es va destacar van incloure Dalila i Amneris (Aïda), així com Brangäne (Tristan und Isolde). També va aparèixer a l'estrena de l'òpera còmica de Gustav Holst , The Perfect Fool a Covent Garden el 1923.

## Rols a Escocia[1]
- Flosshilde a L'anell dels Nibelungs (1910-11)
- Waltraute i Brünnhilde a Die Walküre, (1910-1911 i 1923)
- First Norn Götterdämmerung (1910-11)
- Erda mare de Norn a Die Walküre
- Siegfried (1911-1922-1923-1924)
- Erda deessa de la terra i la saviesa Das Rheingold (1910-11)
- Brangäne Tristan und Isolde (1911)
- Dalila és una sacerdotessa filistea Samson and Delilah (1919-1922-1923)
- Amneris filla del rei d'Egipte Aïda (1920-1922-1923-1924)
- Fricka La dona separada de Fricka Wotan L'anell dels Nibelungs (1923)
- La mare del ximplet The Perfect Fool (1923-24)
- Amelfa La infermera de Dodon El gall d'or (1924-25)